# Ишаиш, Хуссейн
Хуссейн Эйшаиш Хуссейн Иашайш (араб. حسين إشايش‎; род. 6 августа 1995, Эс-Салт) — иорданский боксёр-любитель, выступающий в полутяжёлой, в тяжёлой и в супертяжёлой весовых категориях. Выступает за национальную сборную Иордании по боксу с 2011 года, двукратный участник Олимпийских игр (2016, 2020), чемпион Азии (2022), трёхкратный бронзовый призёр чемпионата Азии (2015, 2017, 2019), многократный победитель и призёр международных и национальных турниров в любителях.

## Биография
Хуссейн Ишаиш родился 6 августа 1995 года в городе Эс-Салт, Иордания.

## Любительская карьера
Заниматься боксом начал в 2010 году, проходил подготовку в Аммане под руководством Мохаммеда Ашиша. Год спустя уже стал чемпионом Иордании среди юниоров, а ещё через год вошёл в состав иорданской национальной сборной и принял участие в юниорском мировом первенстве в Ереване.
В 2013 году стал бронзовым призёром на азиатском первенстве среди юниоров в Субике.
Начиная с 2014 года боксировал на взрослом уровне, в частности в этом сезоне одержал победу на чемпионате Иордании в тяжёлой весовой категории, выступил на Азиатских играх в Инчхоне, где на стадии четвертьфиналов был остановлен индийцем Сатишем Кумаром.
В 2015 году вновь был лучшим в зачёте иорданского национального первенства, победил на международном турнире в Дохе, выиграл серебряную медаль на турнире Аскара Кулибаева в Атырау, уступив в решающем финальном поединке Мирзохиду Абдуллаеву, взял бронзу на чемпионате Азии в Бангкоке, где в полуфинале был остановлен представителем Казахстана Иваном Дычко. При этом на чемпионате мира в Дохе остановился в четвертьфинале после встречи с узбекским боксёром Баходиром Жалоловым.
В 2016 году дошёл до четвертьфинала на Мемориале Иштвана Бочкаи в Дебрецене, получил бронзовую награду на Кубке химии в Галле, выступил на международном турнире Хиральдо Кордова Кардин в Гаване.

### Олимпийские игры 2016 года
На Олимпийском квалификационном турнире Азии и Океании в Цяньане занял 3-е место в тяжёлом весе и тем самым прошёл отбор на летние Олимпийские игры в Рио-де-Жанейро. На Играх удостоился права нести знамя своей страны на церемонии открытия. Выступая в категории свыше 91 кг, в первом бою раздельным решением судей победил румына Михая Нистора, тогда как во втором четвертьфинальном бою единогласным решением потерпел поражение от француза Тони Йока — который в итоге и стал чемпионом этой Олимпиады.
После Олимпиады в Рио Ишаиш остался в составе боксёрской команды Иордана на ещё один олимпийский цикл и продолжил принимать участие в крупнейших международных турнирах. Так, в 2017 году он стал бронзовым призёром на азиатском первенстве в Ташкенте и на Играх исламской солидарности в Баку, выступил на мировом первенстве в Гамбурге, где в 1/8 финала тяжёлого веса уступил азербайджанцу Магомедрасулу Меджидову.
В 2018 году боксировал на Открытом чемпионате Индии в Дели, взял бронзу на Мемориале Феликса Штамма в Варшаве и на Мемориале Семёна Трестина в Одессе, выиграл арабский чемпионат в Хартуме, отметился выступлением на Кубке химии в Галле, где в четвертьфинале первой тяжёлой весовой категории был побеждён кубинцем Эрисланди Савоном.
На чемпионате Азии 2019 года в Бангкоке добавил в послужной список ещё одну бронзовую медаль, в то время как на чемпионате мира в Екатеринбурге попасть в число призёров не смог — в четвертьфинале раздельным судейским решением проиграл боксёру из Казахстана Василию Левиту.

### Олимпийские игры 2020 года
В марте 2020 года, в Аммане (Иордания) занял 3-е место и прошёл квалификацию на квалификационном турнире от Азии/Океании к Олимпийским играм 2020 года.
И в июле 2021 года стал участником Олимпийских игр в Токио, где он в 1/8 финала соревнований по очкам победил опытного эквадорца Хулио Кастильо, но затем в четвертьфинале раздельным решением судей проиграл опытному бразильцу Абнеру Тейшейре, — который в итоге стал бронзовым призёром Олимпиады 2020 года.